# Brandanus von Schöneich
Brandanus von Schöneich, auch Brant, Schöneck (* ; † 1507, ▭ 4. März 1507) war ein deutscher Rechtswissenschaftler, Hochschullehrer und Kanzler der Herzöge von Mecklenburg.

## Leben
Brandanus von Schöneich entstammte dem Adelsgeschlecht Schönaich aus der Niederlausitz. Als Magister und utr. juris bacc. war Schöneich an der Universität Mitglied der meißnischen Nation. Im Winter 1501–1502 war er Rektor der Universität Leipzig. Nachdem der Kanzler der Herzöge Magnus II. und Balthasar, Antonius Gronewold, 1501 gestorben und nur kurze Zeit von Hinrich Boger in diesem Amt vertreten worden war, sowie der spätere Bischof von Ratzeburg, Heinrich Bergmeier, die Kanzlerschaft abgelehnt hatte, wurde Schöneich schon am 20. Juli 1502 als Kanzler und Clericus (Geheimsekretär) beider Herzöge genannt. Am 24. April 1503 begleitete er Herzog Magnus zu Verhandlungen nach Lübeck mit dem päpstlichen Legaten Raimund Peraudi wegen des Vertrags zwischen den mit Sten Sture d. Ä. verbündeten sechs wendischen Städten unter Führung Lübecks und Johann I. von Dänemark.
Schöneich erhielt als Pfründen das mit der Pfarrstelle der Petrikirche verbundene Kantorat des Stiftskapitels in Rostock, eine Präbende am Schweriner Dom und eine Vikarie in Neustadt-Glewe. 1503 wurde er Domherr am Güstrower Dom, womit die Pfründe der Pfarre der Stadtkirche Teterow verbunden war. 
Dank seines Einflusses wurde sein Vetter Kaspar von Schöneich als Diplomat in mecklenburgische Dienste genommen und später auch sein Nachfolger als Kanzler. Auch Baltzer von Schöneich d. Ältere wurde als Mitglied der Familie von Schöneich Domherr in Schwerin und war dort 1570 noch Senior des Domkapitels. 1507 starb Kanzler Brandanus von Schöneich und wurde am 4. März begraben. 
Es ist das Verdienst von Schöneichs, die Frühneuhochdeutsche (kaiserliche) Kanzleisprache im zuvor niederdeutschen Mecklenburg eingeführt zu haben.